# Sedum glaucophyllum
Sedum glaucophyllum är en fetbladsväxtart som beskrevs av Robert Theodore Clausen. Sedum glaucophyllum ingår i Fetknoppssläktet som ingår i familjen fetbladsväxter. Inga underarter finns listade i Catalogue of Life.

## Bildgalleri

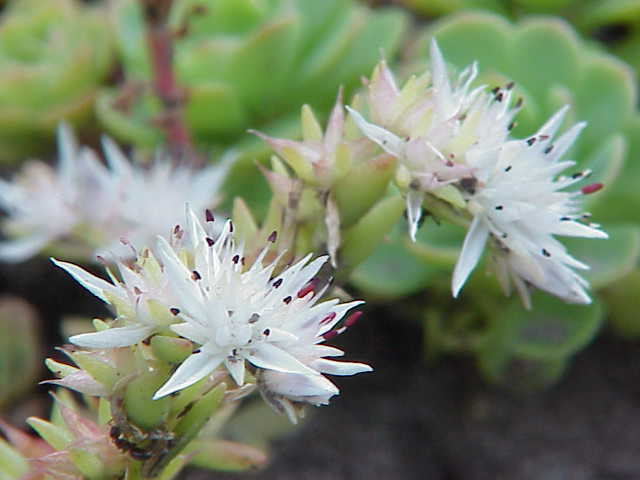
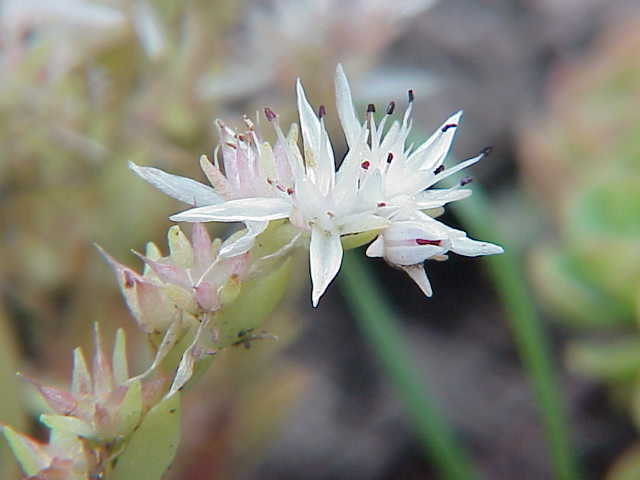
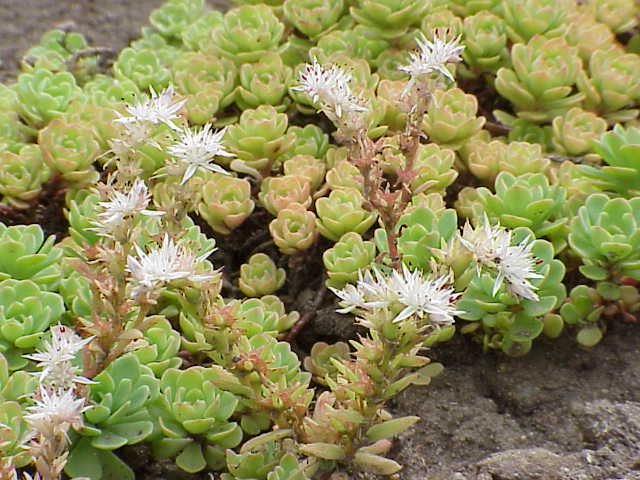